# 영남면
영남면(影南面)은 대한민국 전라남도 고흥군의 면이다.

## 개요
영남면은 천혜의 자연경관과 다도해 해상관문으로 관광자원 풍부하다. 미맥 위주의 농업과 청정해역을 바탕으로 수산업 종사하고 있다. 영남면은 팔영산 도립공원의 3분의 2를 차지하고 있으며 자연휴양림, 남열해돋이해수욕장, 용바위 그리고 해안절경과 여자만 바다낚시,해변가 일출등 관광자원이 풍부한 곳으로 고흥군 관광종합 개발 계획 2001 ~ 2010에 포함되어 관광 발전의 잠재력이 매우 높은 지역이기도 하다. 긴 해안선에서 생산되는 굴, 바지락, 문어, 어류 등의 수산물과 해창만 간척지와 양사간척지, 강산간척지에서 양질의 쌀 생산과 경쟁력 있는 토종 마늘 주산지로 전 면민은 삶의 터전에서 연중 생업에 근면할 수 있는 조건을 갖춘 곳으로 타읍면에 비해 잘 사는 고장이다

## 역사
- 1966년 점암면 양사출장소 설치 (고흥군 조례 제115호)
- 1986년 점암면에서 분리 후 산내면으로 승격 (대통령훈령 제11812호)
- 1989년 산내면에서 영남면으로 이름 변경 (고흥군 조례 제1225호)

## 하위 행정 구역
| 법정리 | 한자명 | 행정리                       | 비고 |
| ------ | ------ | ---------------------------- | ---- |
| 양사리 | 楊蛇里 | 사포, 양화                   |      |
| 금사리 | 錦蛇里 | 사도, 능정, 만호             |      |
| 남열리 | 南悅里 | 남열                         |      |
| 우천리 | 牛川里 | 간천, 우암, 용암, 신성, 우두 |      |
| 4개리  |        | 11행정리                     |      |

## 교육
- 영남초등학교 (양사리)
- 영남중앙초등학교 (폐교) - 영남면 팔영로 727 (금사리)